# Pontiac Firefly
Pontiac Firefly — субкомпактный автомобиль, продававшийся в Китае и на Ближнем Востоке подразделением Pontiac компании General Motors на базе Suzuki Swift.

## Описание
Впервые Pontiac Firefly был представлен в конце 1984 года в Канаде в роли преемника Pontiac Acadian. Продажи осуществлялись до 1991 года, а с 1994 по 2000 год существовал одноимённый преемник. Родственными моделями являлись Chevrolet Sprint, Geo Metro и Chevrolet Metro. В 1989—1995 годах Firefly проходил рестайлинг.
Первоначально Pontiac Firefly производился компанией Suzuki в Японии. С 1990 года автомобиль выпускался в Канаде совместным предприятием General Motors и Suzuki. До 1994 года Pontiac Firefly оснащался однолитровым трёхцилиндровым двигателем, который с 1987 по 1991 год оснащался турбонаддувом. В 1995 году в моторную гамму был включён 1,3-литровый четырёхцилиндровый двигатель.
С 1991 по 1994 год кроме хетчбэка, в модельный ряд также входили кабриолет и четырёхдверный седан. Хетчбэки выпускались в Канаде, а кабриолеты и седаны — в Японии.
В 2000 году Pontiac Firefly был снят с производства. В 2005 году его преемником стал Pontiac Wave.